# Distretto di Chapa Dara
Il distretto di Chapa Dara è un distretto dell'Afghanistan appartenente alla provincia del Konar. Conta una popolazione di 28.681 abitanti (dato 2003).